# Vučica (rzeka)
Vučica – rzeka w Chorwacji, blisko miasta Valpovo.